# Stadio Avanhard (Pryp"jat')
Lo stadio Avanhard (in ucraino Стадіон «Авангард»?, stadion "Avanhard") è un impianto sportivo ucraino abbandonato di Pryp"jat'.

## Storia
Lo stadio è stato costruito nel 1986. L'inaugurazione era prevista il 1º maggio dello stesso anno, ma venne di fatto annullata a seguito del disastro di Černobyl' avvenuto pochi giorni prima, il 26 aprile. Avrebbe dovuto ospitare le partite casalinghe della squadra di calcio dello Stroitel' Pryp"jat'. Prendeva questo nome dall'Avanhard, un'organizzazione sportiva ucraina. Attualmente il terreno di gioco è occupato dagli alberi e le tribune sono in stato di deterioramento. Lo stadio è un'attrazione popolare per i turisti che visitano la zona di alienazione di Černobyl'.

## Galleria d'immagini

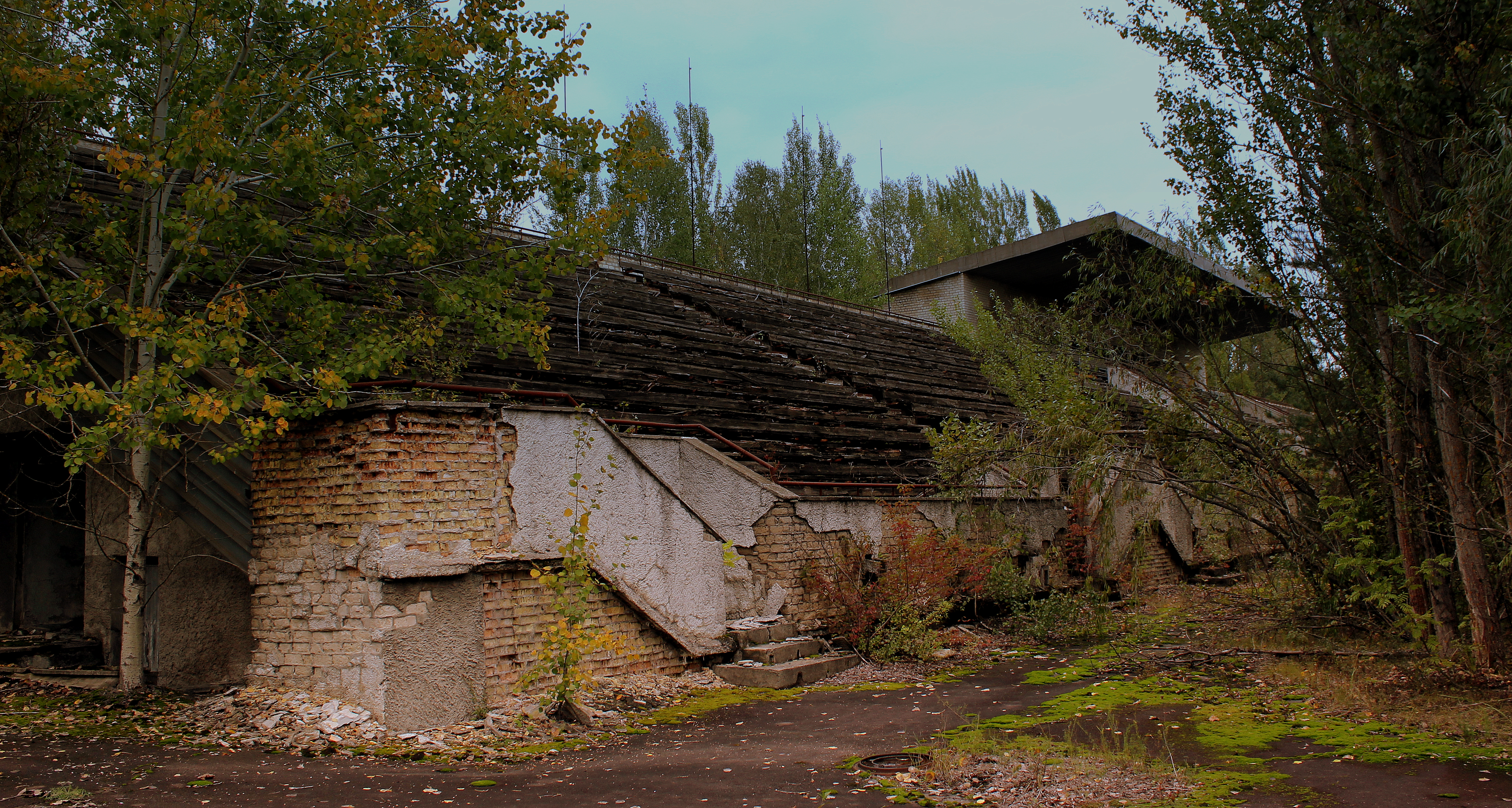
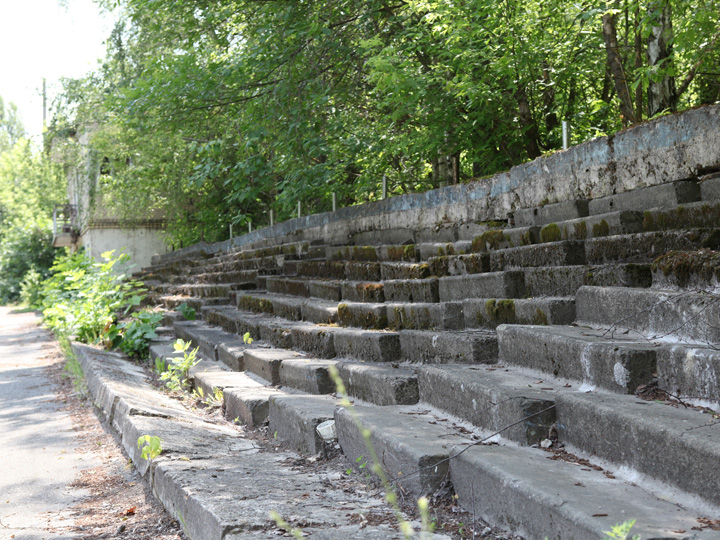
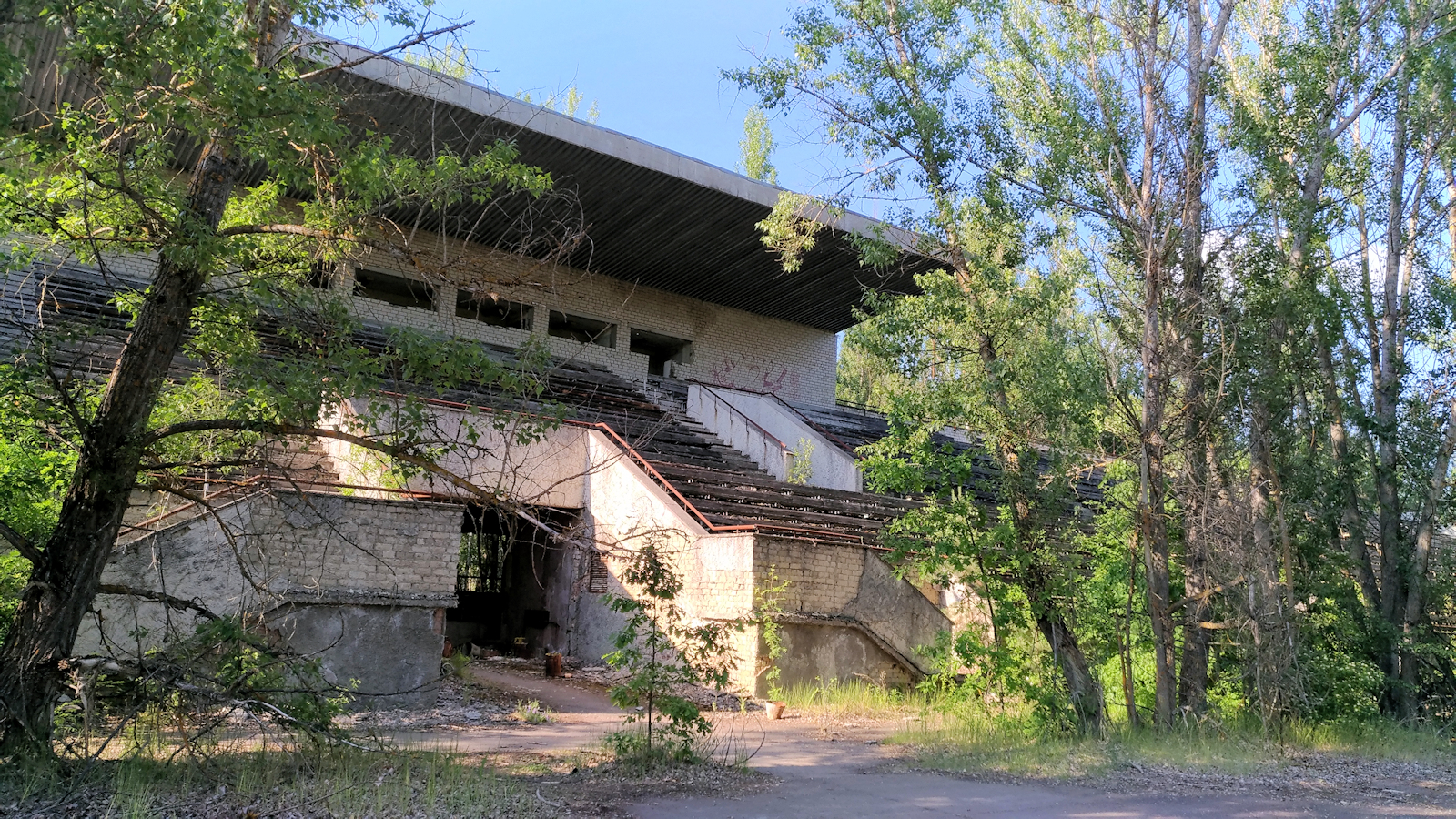